# WIEM Encyklopedia
WIEM Encyklopedia (nome completo in polacco Wielka Interaktywna Encyklopedia Multimedialna - "Grande Enciclopedia Multimediale Interattiva"; 'wiem' in lingua polacca significa anche "io so") è una Enciclopedia digitale polacca disponibile in Internet.
La prima edizione a stampa è stato pubblicato a metà degli anni 1990, la seconda nel 1998, che conteneva circa 66.000 voci e vari "add-ons" multimediali. È stata pubblicata on-line nel 2000 dal portale web polacco Onet.pl sulla base della Popularna Encyklopedia Powszechna i Multimedialna ("Enciclopedia popolare Generale e Multimediale"). Dal 2004 al 2 marzo 2006 non è stata a libero accesso, prima e dopo quel periodo è a libero accesso. La 9ª edizione online nel 2006 conteneva 125.000 voci.
Dal 25 novembre 2008 è disponibile WIEMLajt, progettata per i dispositivi mobili. Fa parte del servizio Onet Lajt.